# Antoni Yi Hyeon
Antoni Yi Hyeon (ur. ? w Yeoju, zm. 2 lipca 1801 w Seulu) – koreański męczennik, błogosławiony Kościoła katolickiego.

## Życiorys
Urodził się w Yeoju. Data jego narodzenia nie jest znana. Pochodził ze szlacheckiej rodziny. Jesienią 1797 zaczął uczyć się katechizmu. Udał się do Seulu, aby się nawrócić na katolicyzm. Został ochrzczony przez księdza Jakuba Zhou Wen-mo. Antoni Yi Hyeon ożenił się z córką Antoniego Hong Ik-mana, przyszłego męczennika. W 1801 roku kiedy wybuchły prześladowania chrześcijan w Korei Antoni został postawiony przed sądem. Gdy nie chciał wyprzeć się swojej wiary został skazany na śmierć. 2 lipca 1801 został ścięty w Seulu. 7 lutego 2014 papież Franciszek podpisał dekret o jego męczeństwie. Tenże sam papież beatyfikował go w dniu 16 sierpnia 2014 roku w grupie 124 męczenników koreańskich, w czasie swojej podróży do Korei Południowej.